# Lights Off (canção de We Are Domi)
"Lights Off" (em português: Luzes Apagadas) é a canção que representou a República Checa no Festival Eurovisão da Canção 2022 que teve lugar em Turim. A canção foi selecionada através de uma final nacional a 16 de dezembro de 2021.. Na semifinal do dia 12 de maio, a canção qualificou-se para a final, terminando a competição em 22º lugar com 38 pontos.